# Рамирес Лусена, Луис

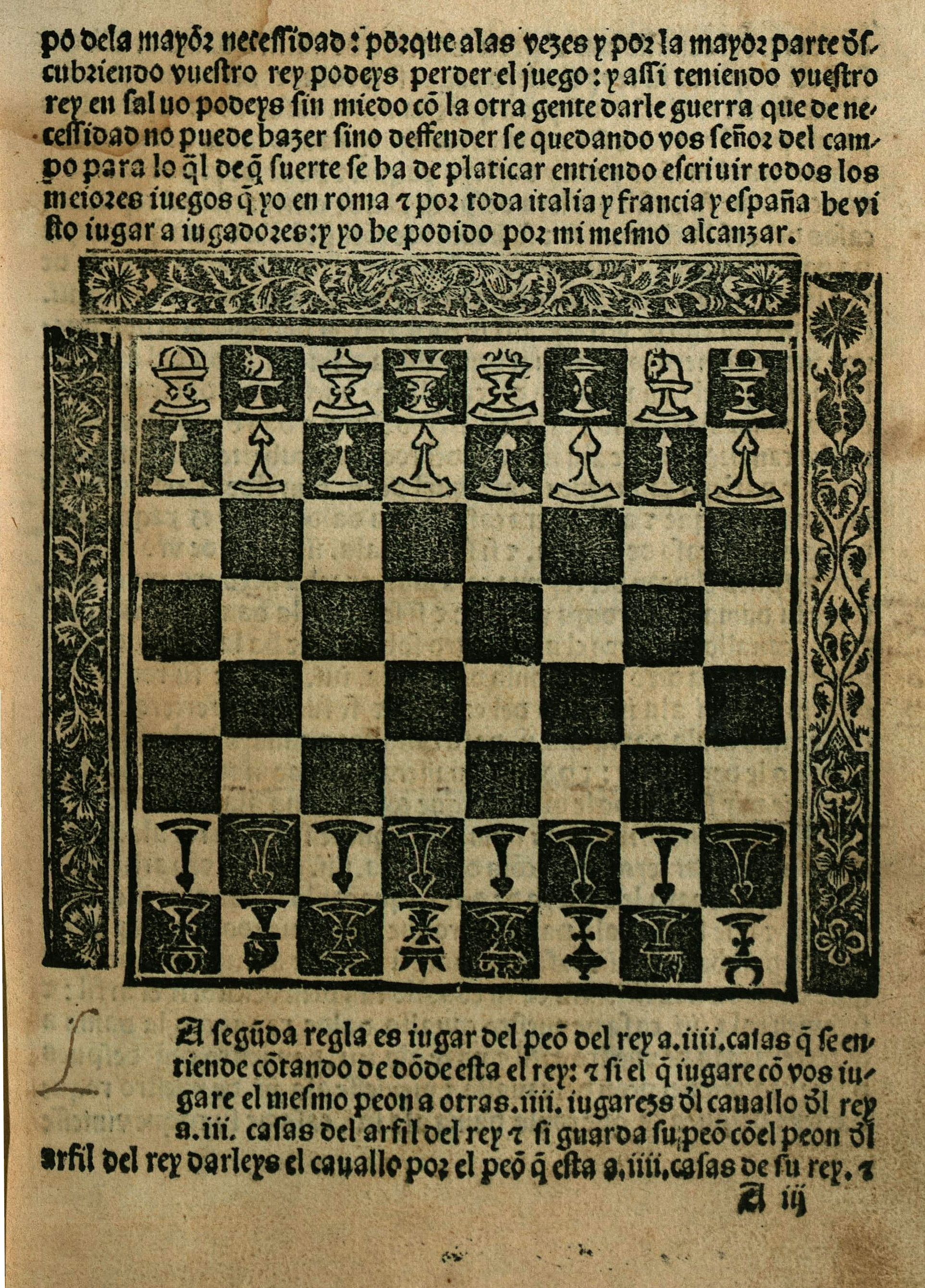
Начальная позиция Лусена

Луи́с Рами́рес Лусе́на (исп. Luis Ramírez de Lucena; около 1465 — около 1530) — испанский шахматист, автор книги «Повторение любви и искусство игры в шахматы» — первого известного печатного руководства по шахматам.

## Повторение любви и искусство игры в шахматы (книга)
К концу XV века современные правила игры в шахматы уже сформировались, но еще не были унифицированы, и в каждом месте игра велась с некоторыми отличиями. В это время Луис Рамирес де Лусена написал книгу на испанском языке «Повторение любви и искусство игры в шахматы», в которой впервые были описаны правила шахмат, которые с тех пор претерпели незначительные изменения и по которым происходит игра в настоящее время.
Дата публикации известна лишь приблизительно — не позднее 1497 года. Дату можно установить косвенно, так как книга была написана специально для принца Хуана, умершего в этот год — следовательно книга написана не позднее. «Повторение любви и искусство игры в шахматы» состоит из двух частей: 1 часть отношения к шахматам не имеет и представляет собой философский трактат о любви; 2 часть содержит правила игры в шахматы. В отличие от игры по «старым» (исп. del viejo) правилам Лусена называет игру по новым правилам «игрою Леди» (исп. juego de la Dama), по имени сильнейшей фигуры — ферзя.
Книга включает разбор 11 дебютов — «лучших, какие я видел в Риме и по всей Италии, во Франции и Испании», а также 150 собранных им задач, часть из которых составлено по старым, а часть по новым правилам. Предположительно, сам Лусена не был игроком большой силы.
Книга, пользуясь текущими названиями, включают в себя обзор следующих дебютов: гамбит Дамиано, итальянская партия, русская партия, испанская партия (с защитой 3... Сf8-c5), защита Филидора, дебют слона, французская защита, скандинавская защита.

Обращает на себя внимание следующее место из шахматных правил Лусены: «Если вы принимаете предлагаемый мною способ игры в шахматы, то пешка, превратившись в ферзя, может первым своим ходом брать фигуру или шаховать одинаково как ферзь и как конь, ибо такое право мы должны представить дамам. А после того она может ходить только по прямым и косым линиям. По старым правилам игры, превратившаяся в ферзя пешка, могла первым ходом прыгать на третье поле прямо или вкось, но бить фигуру она не имела права. При этом она могла перескочить через любую фигуру, но потом ходила как ферзь, вкось на одно поле». Из этого видно, что шахматы переживали тогда еще переходное время.— Л. Бахман. Шахматная игра в её историческом развитии / перевод с немецкого А. А. Смирнова. — Л.: Academia, 1925. — С. 24. — 175 с.
Руководство Лусены свидетельствует о том, что игра в шахматы по современным правилам была известна на Юге Европы как минимум с конца XV века. Из-за крайне малого тиража значительного влияния на развитие шахмат в Европе руководство Лусены не оказало. О его существовании историки заново узнали лишь в начале XIX века.